# S.C.A.P.

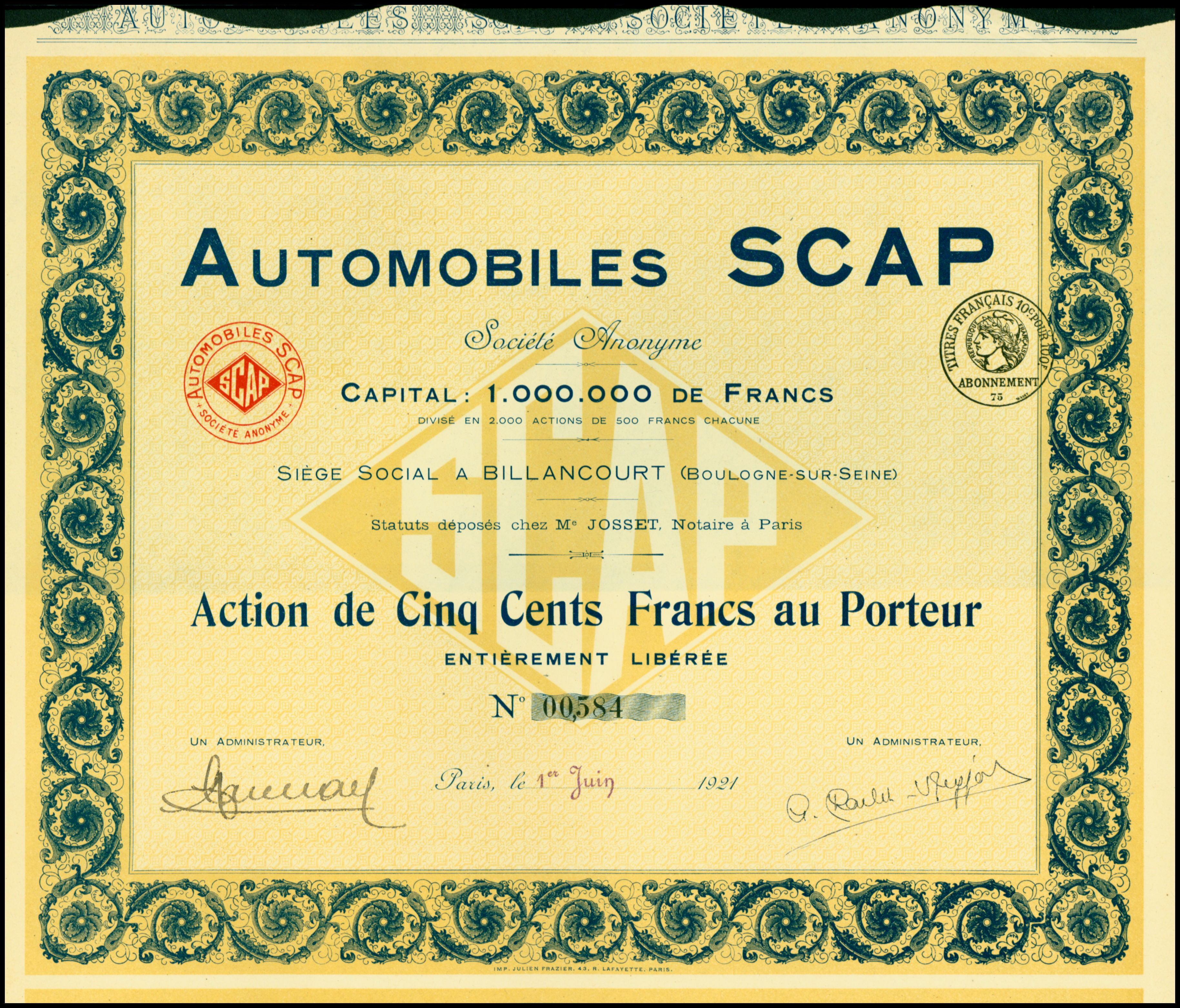
Aktie über 100 Francs der Automobiles SCAP SA vom 1. Juni 1921

Die SA des Automobiles S.C.A.P. war ein französischer Hersteller von Automobilen und Motoren. S.C.A.P. stand für Société de Construction des Automobiles Parisiennes.

## Unternehmensgeschichte
Die Herren Launay und Margaria gründeten 1912 das Unternehmen in Boulogne-Billancourt und begannen mit der Produktion von Automobilen. Der Markenname lautete S.C.A.P. 1929 endete die Produktion. Neben der Fertigung eigener Automobile wurden vor allem Einbaumotoren an zahlreiche andere Automobilhersteller geliefert, so zum Beispiel an Defrance, E.H.P., Exau, Matthey et Martin, Gérard, Mouette, Léon Laisne, Rally, Tracta, Heinis.

## Fahrzeuge
Anfangs gab es die Modelle 8 CV und 12 CV, die mit Schiebermotoren von Ballot ausgestattet waren. 1919 erschien das Modell L 10 CV mit einem Vierzylindermotor.
1923 folgte das Modell M mit 1100 cm³ Hubraum. 1924 ersetzte das Modell O mit 1500 cm³ Hubraum das Modell L 10 CV. 1929 erschien ein Modell mit Reihen-Achtzylindermotor mit 2000 cm³ Hubraum. Die Fahrzeuge wurden auch bei Autorennen wie den 24-Stunden-Rennen von Le Mans eingesetzt.

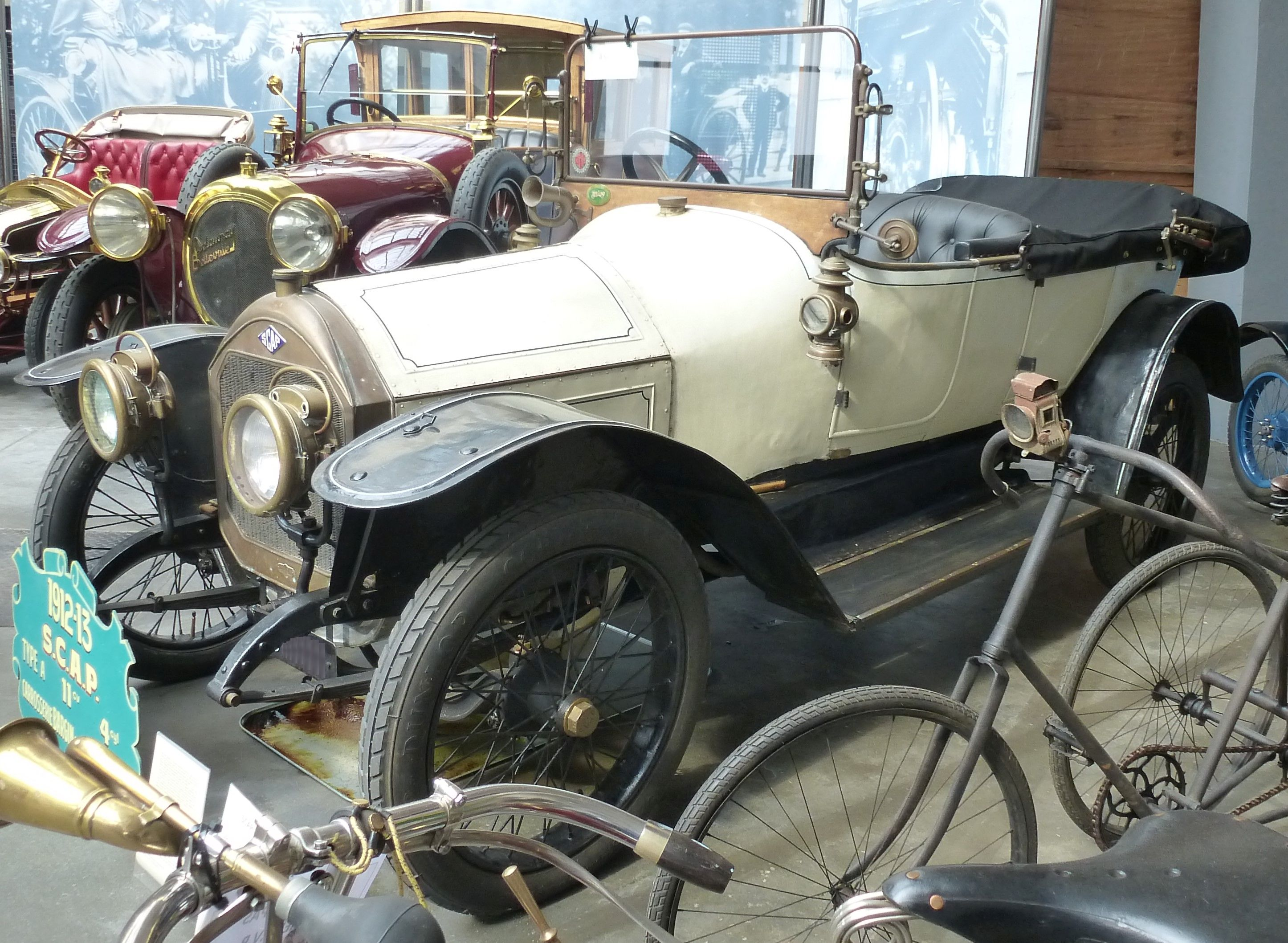
SCAP Type A von 1912
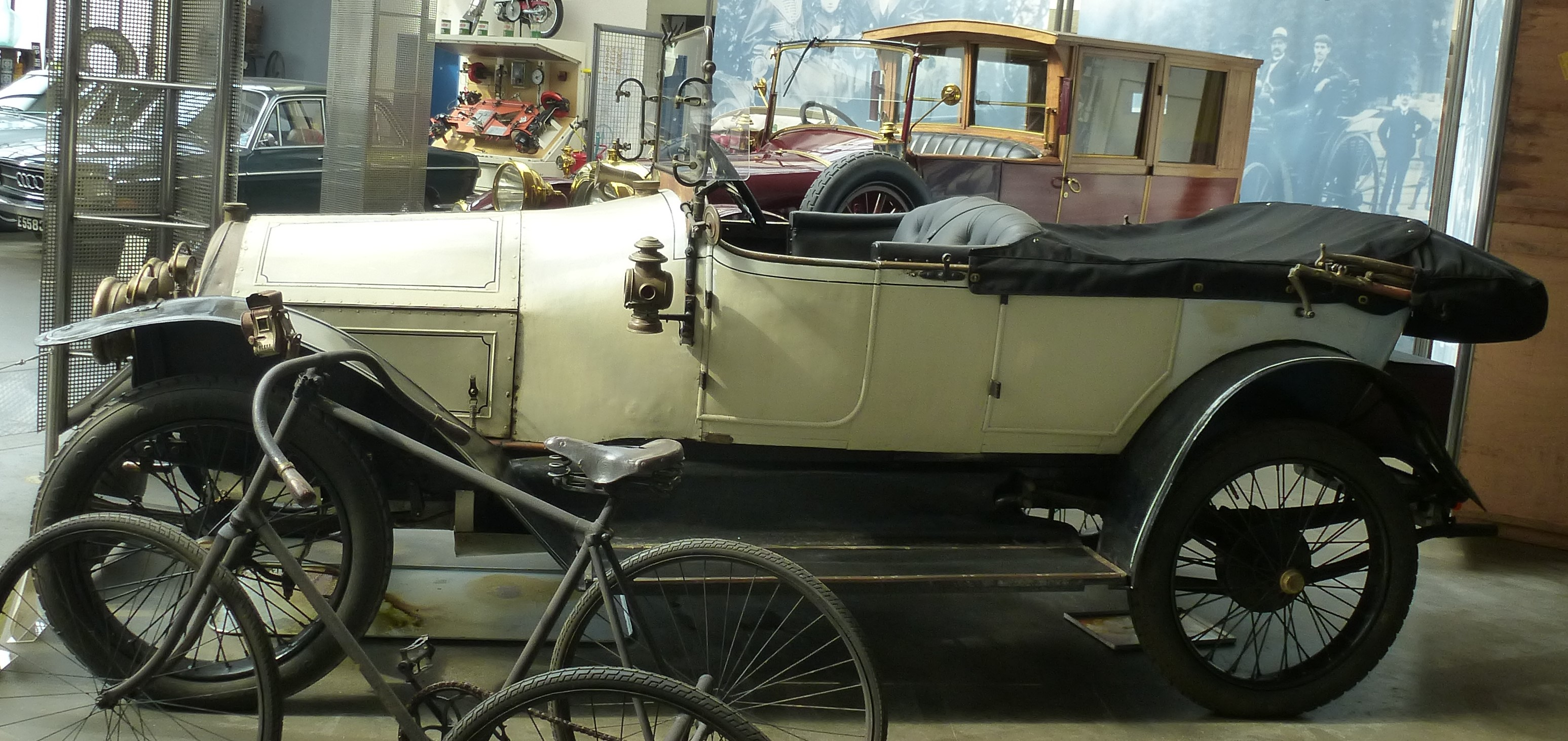
Seitenansicht
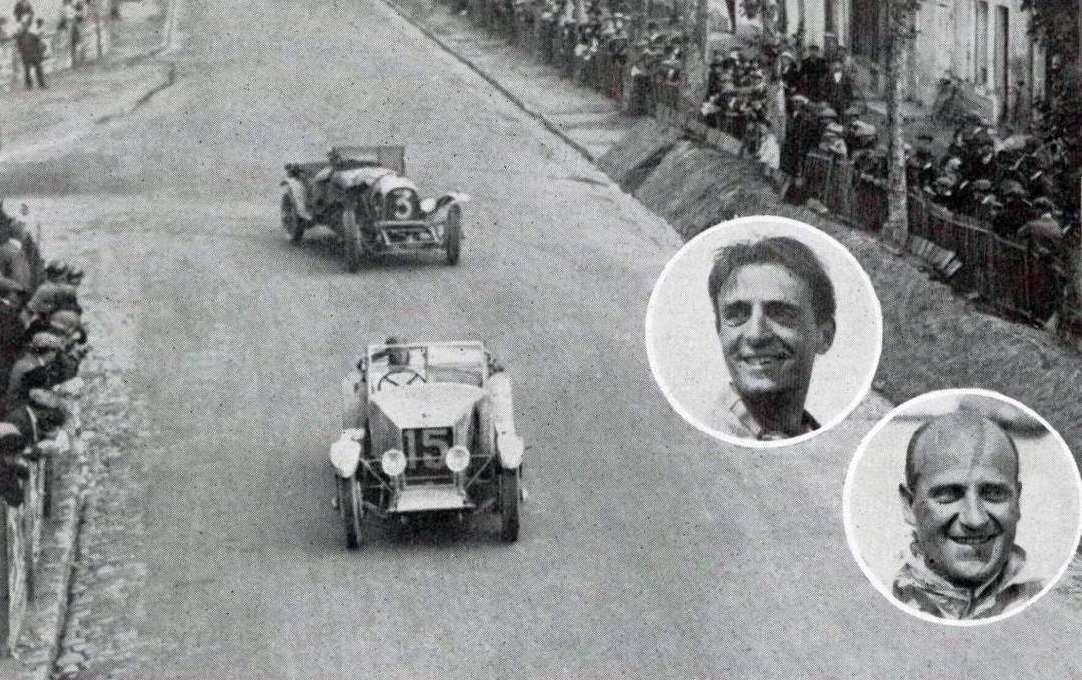
Lucien Desvaux / Fernand Vallon im SCAP mit der Startnummer 15 beim 24-Stunden-Rennen von Le Mans 1927
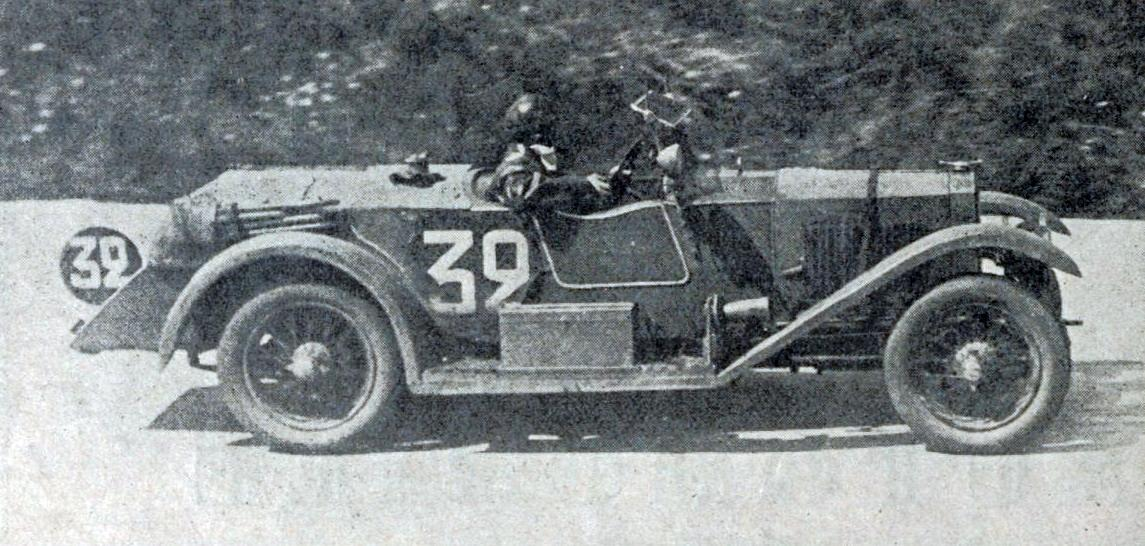
SCAP bei einem anderen Rennen von 1927

## Motorenlieferungen

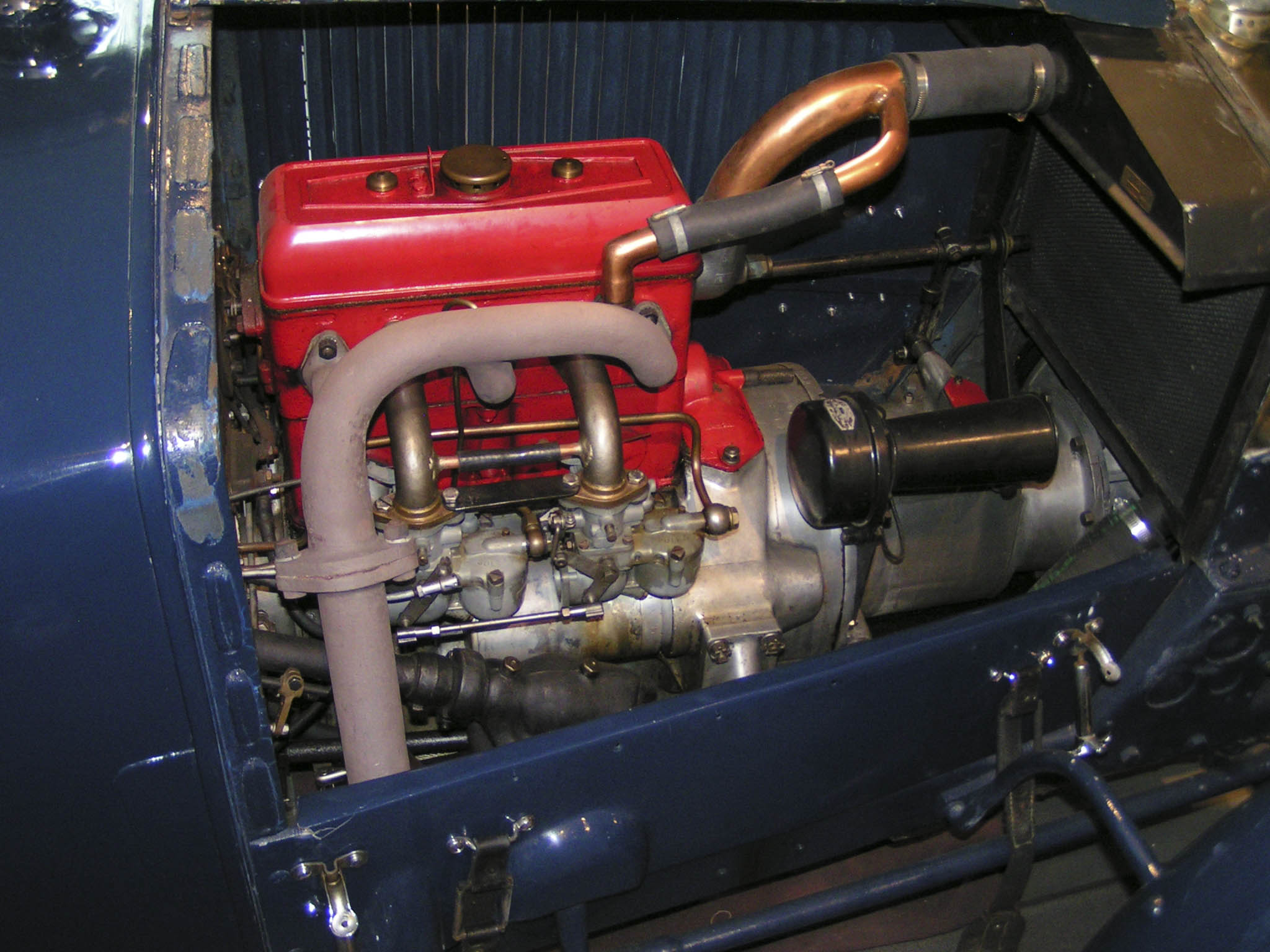
S.C.A.P.-Motor in einem Tracta von 1929

An folgende Automobilhersteller wurden Einbaumotoren geliefert: Able, ADK, A. G. Alfieri, Alva, Astatic, Astra, Barré, Benova, Bignan, B.N.C., Bucciali, Certus, Croissant, D’Aoust, De Bazelaire, Deguingand, Derby, Exau, Fonlupt, G.A.R., Génestin, Gérard, Harris-Léon Laisne, Heinis, Jacques Muller, Jouffret, Jousset, La Ponette, La Torpille, Madou, Marquez, Matthey et Martin, Mouette, Philos, Rally, Ryjan, Sidéa, Sigma, S.P.A.G., Tracta und Turcat-Méry.